# Прекрасный Незнакомец
«Прекрасный Незнакомец» (фр. Le Bel Inconnu, старофранц. Li Biaus Desconneus) — рыцарский роман Рено де Божё (Renaut de Beaujeu), о рыцаре, имя которого неизвестно.
Датируется книга весьма ориентировочно последними годами XII века. Лингвистические данные единственной рукописи также весьма противоречивы (в ней обнаруживают и пикардизмы, и следы шампанского диалекта, и диалекта Божоле). Хотя роман дошёл до нас в единственной рукописи, произведение было в своё время довольно популярным. На это указывают упоминания его, скажем, у Жана Ренара, или воздействие (впрочем, порой, довольно спорное) на некоторые иноязычные памятники — на роман баварца Вирнта фон Графенберга, на поэму флорентийца Антонио Пуччи и т. д. Сюжет романа является ремейком истории о сэре Гарете, младшем брате Гавейна, в котором Гарет заменен на сына Гавейна, Гингалина.

## Сюжет
Ко двору Артура прибывает молодой прекрасный рыцарь. Все восхищены его оружием, осанкой, обхождением. Но никто не знает, откуда он, как его имя. Не знает этого и сам молодой человек, он помнит лишь, что мать называла его «Прекрасным Сыном». Король Артур предлагает называть его «Прекрасным Незнакомцем», так он и будет называться на протяжении половины книги.
Вслед за нашим героем прибывает пригожая лицом девица. Она просит помочь её госпоже, молодой принцессе одного далекого королевства, попавшей в беду. Она подверглась злым чарам, и снять их может лишь «Ужасный поцелуй». Среди откликнувшихся на призыв посланницы оказывается и наш Прекрасный Незнакомец. После некоторого колебания король Артур отпускает героя с юной девой и её верным спутником-карликом. Те на первых порах не очень верят в доблесть и сноровку Незнакомца, но серия «авантюр» (бой у опасного брода с рыцарем Блиоблерисом, сражение с тремя могучими рыцарями и т. д.) убеждает их в своей ошибке.
Наконец они прибывают на чудесный Золотой Остров (это островок в дельте большой реки, и он отделен от суши лишь широким речным рукавом). Его встречает пригожая девица. Как потом выясняется, это сестра короля Артура Маргарита. Эта встреча сулит герою новую «авантюру». Пройдя и через неё, герой попадает, наконец, в замок, и здесь-то и происходит роковая, заранее предначертанная ему встреча с хозяйкой замка. Хозяйка замка — Белорукая Дева. Она знает тайное и ведает неведомое. Она не простая женщина, она — добрая прекрасная фея, которой, однако, знакомы страдания обыкновенной женщины. Тут ей не помогут ни знание «семи искусств» (тривиума и квадривиума), ни астрология, ни магия. Она полюбила героя, увидев его однажды при дворе Артура, и подстроила так, что именно он отправился на подвиг, ведомый девицей и её карликом. Но чар Белорукой Девы недостаточно, чтобы удержать юношу подле себя. Поддержанный верным оруженосцем Робертом, он тайно покидает чудесный замок и вновь пускается на поиски приключений, а также освобождения от колдовских чар королевской дочери.
Роман приближается к своей середине и к своему идейному центру — к «Ужасному поцелую», самому страшному испытанию для нашего рыцаря. Поцеловать юноше предстоит отвратительную и страшную змею. Сделав это, герой обретает себя, своё лицо. Он узнает, кто он, кто его родители, как его имя. Таинственный голос говорит ему, что имя ему Гинглен, что он сын Говена и феи Блансемаль.
Гинглен не связан с женщиной-змеей (после поцелуя обернувшейся, конечно, прекрасной девушкой Блонд Эмере — Чистейшей Блондинкой) никакими таинственными и неодолимыми узами. Их отношения просты. Они в известной мере даже приземлены, нарочито будничны. Девушка красива, умна и богата. Поэтому героя вполне устраивает брак с ней. Но дав согласие на этот брак по расчету, юный рыцарь бежит на очарованный остров.
Белорукая Дева не может простить ему измены и долго не показывается ему на глаза. Но вдоволь его помучив, она, наконец, появляется и, грубо отослав служанку, без лишних слов оказывается в объятиях Гинглена. В обольстительной атмосфере чудесного замка, рядом со своей пылкой и рассудительной подругой герой скоро начинает тосковать по вольной рыцарской жизни, по опасностям и приключениям. И он снова покидает Белорукую Деву, устремляется в Артуровы пределы, где как раз в это время устраивается пышный и многолюдный турнир. Этот турнир в Валендоне подробно описан. Здесь показывают чудеса храбрости и сноровки известнейшие рыцари Круглого Стола — и Ланселот Озерный, и Говен, и Тристан из Леонуа. Всеобщих похвал заслуживает и Гинглен. И все решают, что блистательным завершением этого праздника должна быть свадьба юного рыцаря и Чистейшей Блондинки, Блонд Эмере. Следует описание свадебных торжеств.
В заключительных строках книги Рено де Божё обещает рассказать, как-нибудь в другой раз, о том, как наш юный герой вернулся на волшебный Золотой Остров.